# Záhorské Pomoravie
Záhorské Pomoravie este o arie protejată (arie de protecție specială avifaunistică — SPA) din Slovacia întinsă pe o suprafață de 33.067,99 ha, integral pe uscat.

## Localizare
Centrul sitului Záhorské Pomoravie este situat la coordonatele 48°30′51″N 16°58′13″E / 48.514147°N 16.970283°E.

## Înființare
Situl Záhorské Pomoravie a fost declarat arie de protecție specială avifaunistică în iulie 2003 pentru a proteja 3 specii de plante și 52 de specii de animale.

## Biodiversitate
Situată în ecoregiunile alpină și panonică, aria protejată conține 13 habitate naturale: Mlaștini turboase de tranziție și turbării mișcătoare, Fânețe de joasă altitudine (Alopecurus pratensis, Sanguisorba officinalis), Liziere de ierburi înalte hidrofile de câmpie și de nivel montan până la alpin, Păduri aluvionare cu Alnus glutinosa și Fraxinus excelsior (Alno-Padion, Alnion incanae, Salicion albae), Pajiști cu Molinia pe soluri calcaroase, turboase sau argilos-nămoloase (Molinion caeruleae), Pajiști calcaroase din nisipuri xerice, Lacuri eutrofice naturale cu vegetație de tip Magnopotamion sau Hydrocharition, Cursuri de apă de la nivel de câmpie la nivel montan, cu vegetație Ranunculion fluitantis și Callitricho-Batrachion, Mlaștini alcaline, Păduri panonice cu Quercus petraea și Carpinus betulus, Râuri cu maluri nămoloase cu vegetație de Chenopodion rubri p.p. și Bidention p.p., Păduri mixte riverane de Quercus robur, Ulmus laevis și Ulmus minor, Fraxinus excelsior sau Fraxinus angustifolia, de-a lungul marilor râuri (Ulmenion minoris), Pajiști aluvionare inundabile, de Cnidion dubii.
La baza desemnării sitului se află mai multe specii protejate:
- plante (3): Angelica palustris, Cirsium brachycephalum, Gladiolus palustris
- păsări (22): pescăruș albastru (Alcedo atthis), Anas strepera strepera, gârliță mare (Anser albifrons), gâscă cenușie (Anser anser), gâscă de semănătură (Anser fabalis), buhai de baltă (Botaurus stellaris), barză albă (Ciconia ciconia), erete de stuf (Circus aeruginosus), prepeliță (Coturnix coturnix), șoim dunărean (Falco cherrug), muscar-gulerat (Ficedula albicollis), stârc pitic (Ixobrychus minutus), gaia neagră (Milvus migrans), gaia roșie (Milvus milvus), muscar sur (Muscicapa striata), rață cu ciuf (Netta rufina), cresteț pestriț (Porzana porzana), lăstun de mal (Riparia riparia), rață cârâitoare (Spatula querquedula), chiră de baltă (Sterna hirundo), turturică (Streptopelia turtur), fluierarul cu picioare roșii (Tringa totanus)
- amfibieni (2): buhai de baltă cu burta roșie (Bombina bombina), triton cu creastă dobrogean (Triturus dobrogicus)
- mamifere (5): liliac cârn (Barbastella barbastellus), castor (Castor fiber), vidră de râu (Lutra lutra), liliac de iaz (Myotis dasycneme), liliac comun (Myotis myotis)
- nevertebrate (12): Anisus vorticulus, Carabus variolosus, Cucujus cinnaberinus, libelule (Leucorrhinia pectoralis), Limoniscus violaceus, rădașcă (Lucanus cervus), fluturele purpuriu (Lycaena dispar), phengaris nausithous (Maculinea nausithous), Maculinea teleius, Ophiogomphus cecilia, Osmoderma eremita, Unio crassus
- pești (11): zvârluga (Cobitis taenia), zglăvoacă (Cottus gobio), romanogobio albipinnatus (Gobio albipinnatus), Gymnocephalus baloni, răspăr (Gymnocephalus schraetzer), țipar (Misgurnus fossilis), săbiță (Pelecus cultratus), boarță (Rhodeus sericeus amarus), porcușor de nisip (Romanogobio kesslerii), țigănuș (Umbra krameri), fusar (Zingel streber)